# Jugendbewegung des 6. April
Die Jugendbewegung des 6. April (arabisch شباب 6 ابريل) ist eine von Ahmed Maher und Israa Abdel Fattah gegründete Facebookgruppe, die zunächst Arbeiter aus Mahalla al-Kubra in Ägypten bei ihrem Streik am 6. April 2008 unterstützte, später gehörte sie zu den Initiatoren der Revolution in Ägypten 2011.

## Geschichte
Die beiden Gründer, der Ingenieur Ahmed Maher und die Personalsachbearbeiterin Israa Abdel Fattah, kannten sich bereits aus dem Wahlkampf der al-Ghad-Partei 2005. Kurzzeitig keimten Hoffnungen auf demokratische Reformen auf, nachdem auf internationalen Druck Präsident Mubarak Oppositionsparteien zuließ, darunter auch die al-Ghad-Partei von Aiman Nur. Maher und Fattah arbeiteten in der Parteizentrale von al-Ghad („Der Morgen“) mit. Die Wahl verlief jedoch weder frei noch demokratisch, der Parteiführer Nour geriet vier Jahre in Haft. Maher und Fattah zogen sich enttäuscht aus der konventionellen Politik zurück.
Im März 2008 beschlossen beide, einen für den 6. April geplanten Arbeiterstreik der Spinnerei und Weberei Misr in der Stadt Mahalla al-Kubra zu unterstützen und gründeten zu diesem Zweck eine Facebookgruppe. Über das soziale Netzwerk riefen sie zu einem Generalstreik auf, mit dem gegen steigende Lebensmittelpreise protestiert werden sollte. In kurzer Zeit wurden so 76.000 Anhänger gewonnen. Es kam zu gewalttätigen Protesten mit mehreren Verletzten und zwei Toten. Zahlreiche Aktivisten wurden verhaftet, darunter auch Fattah, da sie zu den Protesten mit aufgerufen hatte. Daraufhin schwor sie dem politischen Aktivismus ab. Mitbegründer Maher sagte im Mai 2008 in der Washington Post: „Unsere Hauptaufgabe besteht darin, die Menschen über ihre Rechte aufzuklären, so dass sie wissen, wie sie ihre Handschellen aufbrechen und ihre Fußfesseln lösen können“.
2011 mobilisierte die Gruppe Teile der Bevölkerung, beispielsweise durch ein Video von Asmaa Mahfouz vom 18. Januar 2011, zur Revolution in Ägypten. Vor allem junge, gut ausgebildete Ägyptern, von denen viele bislang wenig mit Politik zu tun hatten, erhoben sich gegen das Regime von Muhammad Husni Mubarak. Die Gruppierung war ihrer Eigendarstellung zufolge „unabhängig von politischen Richtungen oder politischen Trends“. Ihre Mitglieder motivierte lediglich „die Liebe zu unserem Land und das Verlangen, es zu reformieren“. Ziel war der grundlegende Wandel hin zu einer Demokratie, insbesondere das Recht, Parteien gründen zu dürfen, das Ende der Notstandsgesetzgebung und eine neue, ideologiefreie Verfassung. Sie befürwortete eine Koalition aller Oppositionsfraktionen, unterstützte Mohamed ElBaradei und zeigte sich offen für eine Zusammenarbeit mit der Muslimbrüderschaft.
Die Bewegung 6. April war 2011 für den Friedensnobelpreis nominiert.
Am 29. März 2013 organisierte die Bewegung eine außergewöhnliche Demonstration vor dem Haus de ägyptischen Innenministers. Die Aktivisten trugen Unterwäsche und ein Banner, das den Innenminister als „Prostituierte des Regimes“ darstellte. Drei Aktivisten der Bewegung wurden verhaftet: Abdel Azim Fahmy (Known by Zizo), Mohamed Mustapha und Mamdouh Hassan (Known by Abou Adam). Später wurde ein weiterer Aktivist gefangen genommen: Sayed Mounir.
Am 10. Mai 2013, wurde Ahmed Maher bei seiner Rückkehr nach Ägypten festgenommen. Ihm wurde Anstachelung zu Protesten vorgeworfen. Maher wurde einen Tag später entlassen. Am 12. Mai 2013 entschloss sich die Bewegung, sich der Kampagne der jüngst ins Leben gerufenen Plattform Tamarod anzuschließen, die ein Misstrauensvotum gegen den damaligen Präsidenten Mohamed Mursi forderte.
Nach der erneuten Machtübernahme des Militärs beteiligten sich Mitglieder der Bewegung an der Initiative „The Third Square“, die von liberalen, linken und moderat islamistischen Kräften ins Leben gerufen worden war und sich gegen eine Herrschaft der Muslimbrüder und des Militärs richtete.
Im Oktober 2013 hielt die Jugendbewegung interne Wahlen ab, bei denen Amr Ali als Nachfolger des bisherigen Koordinators Ahmed Maher gewählt wurde. Ali ist ein Mitgründer der Bewegung und ursprünglich Buchhalter aus Menufiya. Im Dezember 2013 wurden Ahmed Maher, Mohamed Adel (Mitgründer von April 6) und der bekannte Aktivist und Blogger Ahmed Douma wegen Verstoßes gegen das Demonstrationsrecht zu einer dreijährigen Haftstrafe verurteilt. Am 28. April 2014 wurde die Bewegung von einem ägyptischen Gericht für illegal erklärt.

## Hintergründe
Anfang der 1990er Jahre wurden das Ende vieler Zollschranken durch ein neues Abkommen zwischen IWF und Ägypten beschlossen. Dies hatte zur Folge, dass die Wirtschaft liberalisiert und stärker für den Export produzieren konnte; die gesteigerte Konkurrenz hatte wiederum eine Erhöhung der Bodenrente zur Folge.
Die Erhöhung erschwerte die bäuerliche Kleinproduktion und trieb Hunderttausende in die Mittellosigkeit und in die Lage, nichts verkaufen zu können außer ihrer Arbeitskraft. Auch dies ging nicht immer reibungslos vonstatten, „veraltete“ Produktionsmittel und Privatisierung, um die Staatsfinanzen zu entlasten, führten häufig zu Stellenstreichungen. Gegen die daraus folgenden Auswirkungen gab es im April 2008 spontane Streiks. Diese wurden, wie beschrieben, über das Internet unterstützt.
2004 gab es rund 400 Internetcafés in Kario. Heute besitzt ca. einer von zehn Ägyptern einen Computer mit Internetanschluss. Die sozialen Hintergründe der User sind unterschiedlich, auch wenn mit Sicherheit gesagt werden kann, dass der ärmere Teil der Bevölkerung nicht aktiv an der Gestaltung teilnehmen kann, auch wenn die Möglichkeit zu bloggen nicht nur der Elite zur Verfügung steht.
Während Anfang 2011 die arbeitende Bevölkerung weiter in anderen ökonomischen Konflikten steckt, entwickelte sich die Internetplattform weiter. So gab es im Konflikt zwischen der Hamas und Israel eine einseitige Stellungnahme für die Hamas, welche bereits 2009 nichtstaatliche politische Demonstrationen initiierte, also schon vor dem Aufruhr von 2011 im Maghreb und den Massendemonstrationen Einfluss auf die Oppositionsbewegung nahm.